# Vassili Rózanov
Vassili Vassílievitx Rózanov (rus: Васи́лий Васи́льевич Рóзанов; Vetluga, Gubèrnia de Kostromà, Imperi Rus 2 de maig [C.J. 20 d'abril] de 1856 – Sérguiev Possad, RSFSR, 5 de febrer de 1919) fou un dels més controvertits escriptors russos i filòsofs de l'època prerevolucionària.

## Biografia[1]
Vassili Rózanov nasqué a la gubèrnia de Kostromà en la gran família del funcionari forestal Vassili Rózanov (1822–1861). Va perdre els seus pares quan encara era petit, i va ser criat pel seu gran germà Nikolai (1847-1894). El 1870 es va traslladar amb els seus germans a Simbirsk, on el seu germà ensenyava al gymnasium. El propi Rózanov recordaria més tard:
No hi ha dubte que hauria estat completament perdut si no hagués tingut el meu germà gran Nikolai, que en aquell moment s'havia graduat a la Universitat de Kazan. Em va donar tots els mitjans de l'educació i, en una paraula, fou el meu pare.
A Simbirsk era un lector habitual de la biblioteca pública N.M Karamzín. El 1872 es va traslladar a Nijni Nóvgorod, on es va graduar (1878) al gymnasium.
Després del gymnasium, va ingressar a la facultat d'història i filologia de la Després del gimnàs, va ingressar al la facultat d'història i filologia de la Universitat de Moscou, on va assistir a classes de S. M. Soloviov, V. O. Kliutxevski, F. I. Korx i altres. Al quart any de carrera va rebre una beca "A. Khomiakov". Al mateix temps, en 1880, el jove Vassili Rózanov, de 24 anys, es va casar amb Polina Súslova, de 41 anys, que abans del matrimoni (en 1861-1866) havia estat l'amistançada del casat Dostoievski.
Na Súslova hauria estat «una dona freda i altiva, una criatura infernal, amb misteriosos abismes de crueltat i sensualitat»:després de sis anys la dona abandonà Rózanov per un altre home. Tanmateix, es negà (i després continuà rebutjant-ho tota la seva vida) a concedir-li un divorci oficial. En 1891, Rózanov es va casar en secret amb Vàrvara Dmítrievna Butiaguina, vídua d'un professor del gymnasium de Ielets.
El 1886 escrigué el seu primer llibre, Sobre la comprensió, rus: О понимании O ponimanii, una polèmica contra el positivisme i l'agnosticisme, que no va tenir cap èxit, però li va fer guanyar la simpatia dels conservadors i Nikolai Nikolàievitx Stràkhov en particular, que li va aconseguir una feina de funcionari a Sant Petersburg. Aquí apareix el 1890 l'assaig La llegenda del gran inquisidor F. M. Dostoievski, rus: Легенда о великом инквизиторе Ф. М. Достоевского, el primer d'una sèrie de centenars de comentaris sobre obres literàries russes. Rózanov estava especialment interessat en l'obra de Dostoievski, i considerava els Apunts del subsòl el centre de la producció dostoievskiana, expressió d'un "mòrbid anhel de llibertat total, inclosa la llibertat de no voler la felicitat".
 En els seus comentaris sobre Gògol,argumenta que l'escriptor no és realista i que la gran literatura russa següent és una reacció a l'obra de Gògol.
Partidari de l'autocràcia i nacionalista convençut, admirador de la decadència i el simbolisme,el 1899 va ser contractat com a col·laborador per l'editor del diari reaccionari Nòvoie Vrémia ("Nou Temps") Aleksei Suvorin. Els alts emoluments que percebia pels seus articles li van permetre posar fi a una vida de privacions; encara més quan col·laborà, sota un pseudònim, fins i tot amb el diari liberal Rússkoie Slovo, contradient, en les seves polítiques conegudes, el que escrivia al Nòvoie Vremia.
A partir d'aquí, va ser acusat de duplicitat, hipocresiai "bogeria moral".
Rozánov tingué poc contacte amb els intel·lectuals russos de la seva època: es considerava deutor de l'escriptor simbolista Ivan Fiódorovitx Romànov (1861-1913),que signava amb el pseudònim Rtsy, i del filòsof espiritualista Fiódor Xperk, mort jove, al qual va arribar a considerar "un geni".
Rózanov pot ser considerat un representant de l'espiritualisme rus de principis del segle xx. La seva aversió a la Revolució Russa es descriu en l'Apocalipsi del nostre temps rus: Апокалипсиса нашего времени, de 1918, traduïda a diversos idiomes. En la seva darrera obra, composta quan ja estava sumit en la misèria, exposava el seu pesar i dolor per la destrucció de l'antiga Rússia.
Passa les últimes setmanes de la seva vida a la Laura de la Santíssima Trinitat i Sant Sergi, on la seva filla Vera és monja i on el seu amic Pàvel Florenski el pot acollir. Al novembre del 1918 pateix un atac d'apoplexia. Aquest és el moment d'un canvi final cap a l'Església Ortodoxa. Dona a Florenski les seves notes i manuscrits, demana els últims sagraments i mor el 5 de febrer de 1919. Fou sebollit a la mateixa Laura, a Sérguiev Possad.

## Pensament[11]
Tota l'obra de Rózanov generà sovint escàndols i polèmiques, sobretot per les seves conviccions contradictòries sobre la religió expressades obsessivament i de vegades amb un ingènua vulgaritat com la que apareix en el libel antisemita Europa i els jueus del 1914
A causa de la seva forma de filosofar, però sobretot a causa de la seva contínua protesta contra el cristianisme i el racionalisme modern, Rózanov va ser anomenat el "Nietzsche rus". Però, de fet, per a ell, els veritables valors no són els nietzschians de la força i la voluntat de poder, sinó els que s'encarnen a la vida quotidiana i especialment a la família, font de relacions humanes i de generació de noves vides.
El seu sincer humanitarisme, que s'expressa en la confiança en la bondat natural de l'home, és el fonament de la seva filosofia que s'estén a la concepció d'una religió còsmica on la vida i el sexe són les forces d'expansió que connecten a l'home a la natura en la seva totalitat.
Encesa és la seva crítica del cristianisme occidental, a la seva configuració històrica i a la figura de Crist vist com el fundador d'una religió que allunya a l'home del món i la vida. En canvi, Rozanov defensa la tornada a l'Antic Testament, on el sexe i la procreació eren considerats valors humans, i a les religions paganes.
Problemàtica és la seva relació amb el cristianisme que contesta, però del qual n'està fascinat, com també és problemàtica la seva visió de la natura, que oscil·la entre un panteisme pagà i la sofiologia russa.

## Citacions famoses[12]
- Страшно, когда наступает озноб души... Душа зябнет / És terrible quan arriba l'escalfor de l'ànima ... L'ànima és freda.

- Смерть есть то, после чего ничто не интересно / La mort és aquella cosa després de la qual res no és interessant.

- Несу литературу как гроб мой, несу литературу как печаль мою, несу литературу как отвращение моё / Porto la literatura com el meu taüt, porto la literatura com el meu dolor, porto la literatura com el meu disgust.

- Дешевые книги - это некультурность. Книги и должны быть дороги. Это не водка / Els llibres barats no tenen cultura. Els llibres haurien de ser cars. Això no és vodka.

- Живи каждый день так, как бы ты жил всю жизнь именно для этого дня / Viu cada dia com si haguessis de viure tota la teva vida només aquell dia.

- Воображать легче, чем работать: вот происхождение социализма / Imaginar és més fàcil que treballar: aquest és l'origen del socialisme.

- Стиль есть душа вещей / L'estil és l'ànima de les coses

- Я пришел в мир, чтобы видеть, а не совершить / Vaig entrar al món per veure, no per comprometre'm.

- Долг выдумали жестокие люди, чтобы притеснить слабых. И только дурак ему повинуется / El deute va ser inventat pels cruels per oprimir els febles. I només un ximple li obeeix.

- Свобода печати состоит в том, если книги окупают стоимость своего издания / La llibertat de premsa és si els llibres paguen pel cost de la seva publicació.

- Человек искренен в пороке и неискренен в добродетели / L'home és sincer en el vici i no sincer en la virtut.

- Боль жизни гораздо могущественнее интереса к жизни. Вот отчего религия всегда будет одолевать философию / El dolor de la vida és molt més poderós que l'interès per la vida. Per això, sempre preval la religió sobre la filosofia.